# Tarmflora

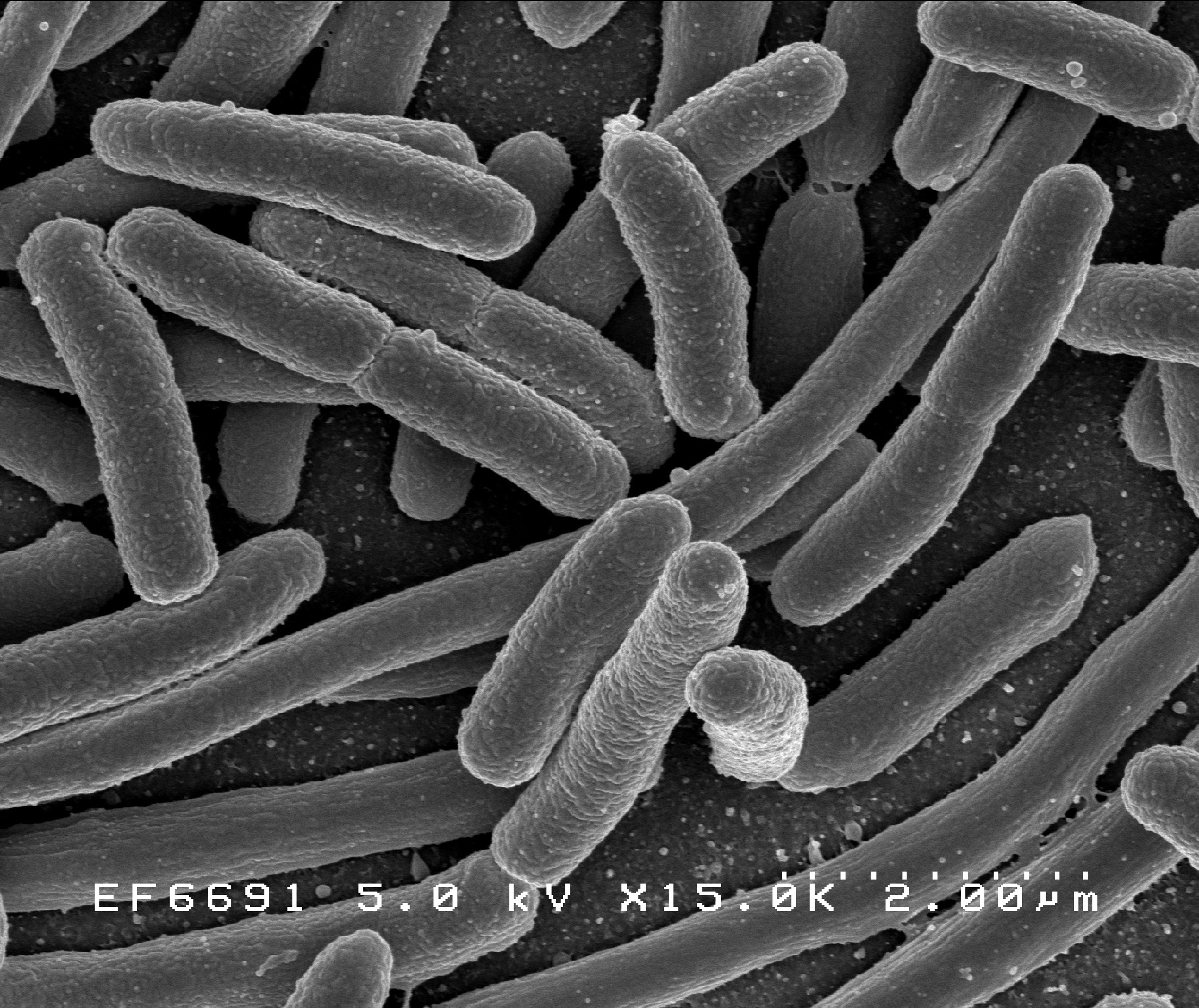
Escherichia coli är ett exempel på en bakterieart som lever naturligt i tarmen

Tarmflora är de bakterier och andra mikroorganismer som finns naturligt i tarmen. De lever ofta i mutualism med värddjuret. Många växtätare har tarmbakterier som bryter ner cellulosa.

## Tarmflora hos människan
Kolibakterier finns i tarmen i riklig mängd och bidrar med bildandet av K-vitamin. Mängden tarmbakterier hos en vuxen människa uppgår till drygt ett kilogram.
En bakterieflora är aggregatet av bakterier, svampar och andra mikroorganismer som normalt förekommer på eller i kroppen hos människor och andra djur. Tarmfloran är därför aggregatet av mikroorganismer som förekommer i tarmkanalen. I matsmältningskanalen finns 1-2 kilo bakterier, vilket motsvarar mer än 100 biljoner mikroorganismer. Antalet mikroorganismer är tio gånger fler än antalet celler i kroppen. Bakteriefloran anses kunna bestå av mellan 300 och 1 000 olika arter, men den största delen, 99 procent, utgörs av cirka 30–40 arter. 

Bara cirka 5–7 procent av tarmfloran består av probiotiska bakterier (nyttobakterier). De flesta av de övriga bakterierna är varken gynnsamma eller skadliga men utgör likväl en viktig del av matsmältningssystemet. De har varierande funktion varav de flesta styr matsmältningsprocessen. De skadliga bakterierna kommer in i tarmkanalen till exempel via födan, luften eller vattnet och kan väl därinne orsaka sjukdomar. Det sker när bakterierna bildar toxiner som skadar celler och vävnader.

Livscykeln för en patogen (här: parasiten Giardia).

 Att använda antibiotika vid behandling av skadliga bakterier kan även skada nyttobakterierna, vilket skulle sätta tarmfloran i obalans. Det är därför viktigt att inte ta antibiotikakurer i onödan och att rätt slags antibiotika används.

## Tarmflorans sammansättning
Den normala etableringen av tarmfloran hos människan sker enligt en särskild succession. Miljön i tarmen är från början rik på näring och syre vilket lockar aeroba bakterier till att etablera sig. Allteftersom mängden syre faller kommer den mer anaeroba tarmfloran att få fotfäste. Vid vidare reducering av syrenivån etablerar sig de strikt anaeroba bakterierna, som därefter kommer att dominera tarmfloran med minst 99 procent av det totala antalet bakterier i tarmen. Tarmfloran utvecklas därefter till ett komplext system, där mikroorganismerna ständigt integrerar med varandra och med värdorganismen.
Normalfloran har både en permanent och en temporär grupp. Som av namnet kan man beskriva den permanenta gruppen som oföränderlig eller stabil både till antal bakterier och till vilka arter som finns, medan den temporära tarmfloran varierar beroende på vilka bakterier vi exponeras för.
 

Tarmflorans dynamiska omfång påverkas av bland annat ålder, infektionsstatus, diet och antibiotikaintag. Lokala miljöfaktorer som bland annat pH-värden i tarmen påverkar också tarmflorans sammansättning och funktion. Vi kan på egen hand tillfälligt förändra tarmfloran genom att tillföra till exempel probiotika. När probiotika tillförs ökar antalet bifidobakterier och lactobaciller (Lactobacillus acidophilus) i tarmfloran. Nyttobakterier finns bland annat i syrade livsmedel så som A-fil eller yoghurt.

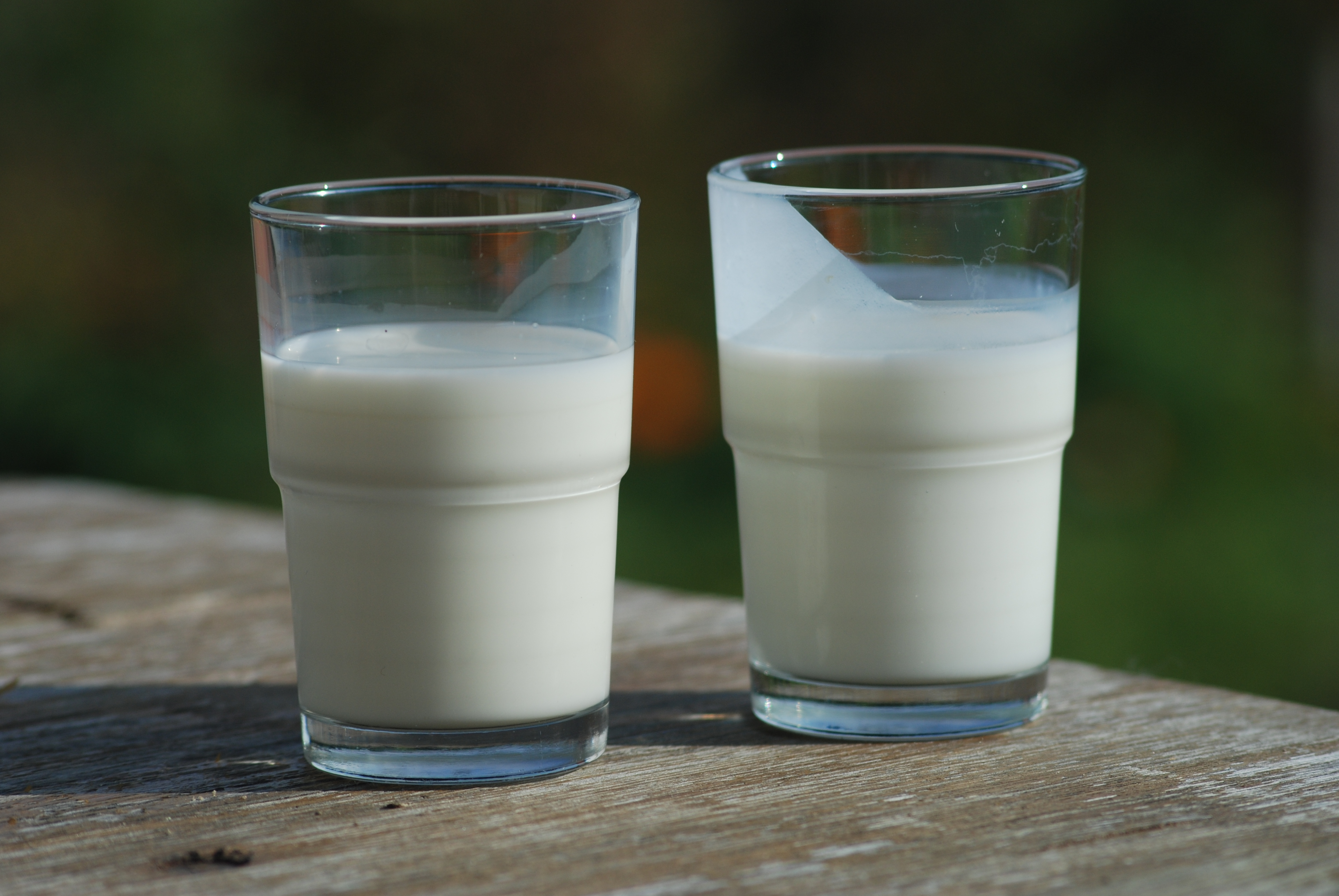
Exempel på syrade livsmedel som innehåller probiotika. Till höger filmjölk och till vänster mjölk.

Bakterier med probiotisk verkan hindrar bland annat sjukdomsalstrande bakteriers tillväxt. Skadliga bakterier tvingas konkurrera med normalfloran om näringsämnen. Nyttobakterier kan fästa på tarmväggen och begränsa möjligheten för främmande bakterier att i första hand kolonisera tarmen och i andra hand att sprida smittoämnen till övriga delar av kroppen via blodomloppet. Normalfloran vidmakthålls genom att ”goda” bakterier har möjligheten att bilda antibiotikaliknande substanser, bakteriociner, som är riktade mot andra bakterier. Det är osäkert om tillsättning av probiotika i mat förbättrar tarmflorans funktion eftersom de flesta nyttobakterier dör redan i magsäcken på grund av den alltför sura miljön.
Tarmflorans sammansättning har kartlagts med hjälp av moderna molekylära metoder som tillåter oss att granska tarmfloran på DNA-nivå och se vilka bakterier som finns där. En relativt ny metod som används till att bedöma hur mikrofloran påverkat värdorganismen anatomiskt, fysiologiskt och biokemiskt är MAC (Microflora associated characteristics). Försök till att isolera samt odla vissa bakteriestammar från tarmkanalen utanför kroppen har misslyckats.
Undersökningar har visat att tjocktarmen bär på den största mängden bakterier, cirka 100 000 miljoner bakterier/gram. I tunntarmen är mångfalden och antalet betydligt lägre. De dominerande bakteriearterna i tjocktarmen är bifidobakterier och bacteroider medan tunntarmens flora generellt domineras av laktobaciller och streptokocker.
 

Att tillägga är att tarmfloran även är rik på enzymer och ett flertal specificerade celler. Där tunntarmen ansluter till tjocktarmen bildar blindtarmen med sitt appendix en säcklik utbuktning. Appendix är rik på lymfvävnad och hjälper till att hålla tarmfloran fri från skadliga eller främmande bakterier. 

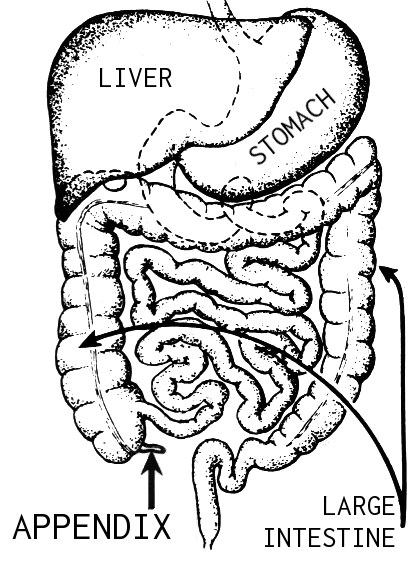
Bilden visar matsmältningssystemet och var appendix sitter.

Lymfvävnaden består framförallt av B- och T- lymfocyter som tillhör kroppens specifika försvar. T-lymfocyterna bekämpar bland annat virus och tumörceller, och B- lymfocyterna producerar antikroppar. De ospecifika vita blodkropparna samverkar med B- och T-lymfocyterna i den mån att de kan ”presentera” smittoämnen för T- eller B-cellerna.  Det gör monocyter, makrofager men också dendritiska celler. Mastceller finns framförallt i lung- och tarmslemhinnor. De utsöndrar stora mängder histamin och heparin när de aktiveras.

## Tarmflorans funktion och dess betydelse
Den normala tarmfloran har en rad funktioner av vilka många säkert fortfarande är okända. Vad man vet är att bakterierna i tarmen bland annat är viktiga för nedbrytning och upptaget av födoämnen, aktivering av immunsystemet, stimulering av tarmrörelserna, produktionen av vitaminer som till exempel B-vitaminer och för omsättningen av tarmslemhinnans celler. Dessutom påverkar den bakteriella metabolismen utsöndringen av hormoner..
Mikroorganismerna kan tillgodose oss livsnödvändiga ämnen som finns i födan men som vi själva inte kan bryta ner. Till exempel så hjälper mikroorganismer till att spjälka fibrer, stärkelse och kolhydrater. Spjälkningen underlättar i sin tur kroppens näringsupptag som sker till följd av diffusion genom tarmväggarna. Bakterierna producerar också livsnödvändiga ämnen som vår kropp behöver. Förutom gaser, bland annat metan och svavelväte, bildar flera bakterier i tarmen viktiga vitaminer. Escherichia coli använder den cellulosa som vi själva inte kan bryta ner som energikälla, och i gengäld får vi flera B-vitaminer, folsyra och K-vitamin. E. coli är ofarlig i tarmen men kan ge magsjuka om den kommer in via munnen..
När fibrer spjälkas omvandlas de till kortkedjiga fettsyror som stimulerar tarmrörelserna. För oss betyder detta att förstoppning motverkas.. En annan viktig funktion är tarmflorans aktivering av immunsystemet. När ett främmande ämne upptäcks genererar B-cellerna antikroppar som passar till antigenet. Ju fler smittoämnen vi får i oss desto fler antikroppar bildas och desto starkare blir vårt immunförsvar.
Ibland händer det att antikroppar produceras till ofarliga antigen, till exempel från födoämnen. Detta är vad vi kallar för födoämnesallergi. Forskare håller emellertid på att undersöka sambandet mellan tarmflorans sammansättning/aktivitet och utvecklingen av allergier.. Tarmfloran inverkar tillsammans med produktionen av IgA antikroppar och tight junctions mellan tarmens epitelceller till att vidmakthålla tarmens barriär mot omvärlden. Barriären låter ofarliga och för kroppen omsättningsbara ämnen passera medan skadliga substanser förs ut med avföringen..
För att förstå vilka bakteriestammar hos tarmfloran som uppfyller vilka tarmfunktioner så har man gjort transplantationsförsök där bakterieflora från patienter flyttas till möss med en begränsad bakterieflora. Först har man tittat på vilka bakteriella gener som finns överrepresenterade i de olika patientgrupperna. Sedan har bakteriestammar som är av central betydelse identifierats och analyserats vidare..
Tarmfloran har stor inverkan och betydelse för värdorganismens såväl fysiska som mentala prestanda. Enbart genom att påverka tarmflorans sammansättning kan en eller flera funktioner förbättras.. Det är bevisat att en rik tarmflora förbättrar energiutvinningen. Detta påstående stöds av studier med råttor som visat att energiinnehållet i avföring från bakteriefria råttor är större än i koloniserade råttor. 
Man har även uppmärksammat att tarmfloran hos överviktiga och diabetessjuka skiljer sig från den hos friska patienter. Man har sett att förhållandet mellan de två vanligaste bakteriegrupperna, så kallade Firmicutes och Bacteroidetes, är förändrad. Man har även noterat en ökning av Firmicutes bakterier. Det är ännu oklart om fetma leder till en ökning av Firmicutes eller om det är ökningen av bakteriegruppen som leder till övervikt. .
Gällande personer som har insjuknat i diabetes så tror man att en ökning av bifidobakterier, efter intag av oligofruktos, medför en minskad fettmängd och förbättrad insulinkänslighet. Detta antagande gjordes av amerikanska forskare efter en annan studie på möss. .

### Fotnoter
1. ↑  Bengtsson, Asta & Setterberg, Elsie (1994). Medicinsk grundkurs, fjärde upplagan. Stockholm: Liber AB. ISBN 978-91-47-08032-8. s. 117.
2. ↑  Anders Henriksson (2011) Synpunkt 1a1 : naturkunskap 50 p. Gleerups. ISBN 978-91-40-67452-4.
3. 1 2  Copyright Soren B. Thomsen (2013). ”Probiotika”. Godamagbakterier. Arkiverad från originalet den 12 maj 2014. https://web.archive.org/web/20140512214805/http://www.godamagbakterier.se/probiotika?gclid=CJvs1J6Umr4CFULecgodTQQAiA. Läst 11 maj 2014.
4. 1 2 3 4 5  Gunnar Björndahl och Johan Castenfors (2008). Spira Biologi B. liber AB
5. 1 2 3 4 5 6 7 8  Peter Benno, Ingemar Ernberg, mf.l. (2010). ”Tarmfloran – kroppens största organ”. Läkartidningen 107 (13-14). Arkiverad från originalet den 12 maj 2014. https://web.archive.org/web/20140512222231/http://ww2.lakartidningen.se/store/articlepdf/1/14089/LKT1013s900_903.pdf. Läst 10 maj 2014.
6. 1 2 3  Fredrik Bäckhed (2008). ”Tarmfloran styr vår ämnesomsättning”. Nordisk Nutrition (4):  sid. 21-22. http://nordisknutrition.se/wp-content/uploads/2014/01/0804_s21-22_Tarmfloran_styr_var_amnesomsattning-Backhed_F.pdf. Läst 12 maj 2014.
7. 1 2 3  Tove Tingvall (2013-11-02). ”Läkemedelsindustrin ger sig in i tarmfloran”. Lifescience Sweden. Arkiverad från originalet den 30 juni 2015. https://web.archive.org/web/20150630233355/http://www.lifesciencesweden.se/forskning/lakemedelsindustrin-ger-sig-in-i-tarmfloran/. Läst 10 maj 2014.
8. 1 2  Lennart Cedgård (2001, 2008). ”Tarmfloran, Immunsystemet och Probiotika”. Läkartidningen 98 (50). Arkiverad från originalet den 10 maj 2014. https://archive.is/20140510063834/https://www.starkare.nu/kost-traning/Kost/articles/1388. Läst 12 maj 2014.